# La cena del Borgia
La cena del Borgia è un cortometraggio muto italiano del 1911 diretto e interpretato da Giuseppe De Liguoro.
Il film è uscito con i vari titoli: in Italia con La cena del Borgia, in Francia con Le souper de Borgia, in Inghilterra con The Feud of the Borgia, in Spagna con La cena de los Borgias e in Germania con Das Gastmahl des Borgia.

## Trama
Nel ventennio che precede la fine del Quattrocento a Firenze il crudele principe e cardinale Cesare Borgia, figlio del papa Alessandro VI (Rodrigo Borgia), compie ogni genere di efferatezze per avere la strada spianata verso il potere e la conquista. Nel film si tratta di come egli uccida i suoi nemici, e in alcuni casi anche i suoi luogotenenti ed alleati, come Vitellozzo Vitelli e Oliverotto da Fermo. Egli, fingendo di essere ancora in buoni rapporti con loro, li faceva avvelenare dal boia con del vino durante delle cene, oppure li faceva strangolare. Nonostante fosse spietato, Cesare aveva l'appoggio del padre pontefice che faceva sparire tutte le prove dei delitti, ma nel 1503, quando Rodrigo muore, anche lui in misteriose circostanze, per Cesare è la fine.